# Pauly Shore is Dead
Pauly Shore is Dead ist eine US-amerikanische Filmkomödie von und mit Pauly Shore aus dem Jahr 2003.

## Handlung
Der Film handelt von dem Hollywood-Komiker Pauly Shore, der seinen eigenen Tod vortäuscht, um wieder ins Gespräch zu kommen.

## Hintergrund
An der Realisierung von Pauly Shore is Dead war die Filmproduktionsgesellschaft Landing Patch Productions beteiligt.
Der Film wurde erstmals im Januar 2003 auf dem Slamdunk Film Festival dem Publikum präsentiert. Am 11. März 2003 war er auf dem South by Southwest Film Festival zu sehen. Der US-amerikanische Kinostart des Films erfolgte am 1. Oktober 2004 in New York City, New York, und die DVD-Premiere in den Vereinigten Staaten war am 25. Januar 2005. In Deutschland erschien der Film am 12. April 2006 lediglich auf DVD bei Galileo.

## Rezeption
Auf der Website Rotten Tomatoes erreichte der Film bei 57 Prozent der Rezensenten eine positive Bewertung.
Das Lexikon des internationalen Films urteilte, dass der Film eher weniger gute Witze und Slapstick-Einlagen präsentiere, und dass er eine Menge schlechter Ideen und kindlichen Fäkal-Humor beinhalte.